# Demografia de Omã
Omã possuí mais de 4 milhões de habitantes e uma densidade demográfica de 9,2 hab./km².

## Dados demográficos
População Total: 4.424.762 de habitantes, segundo a estimativa de 2016.
Grupos Étnicos: A população é composta essencialmente por omanis.
Religião: Adeptos do Islamismo (principalmente ibadi, não sunita ou xiita) representam 85,9% população do país. Cerca de de 6,5% são cristãos e 5,5% hindus. Outras religiões, agnósticos e ateus somam pouco mais de 2% da população total.
Idiomas: A língua oficial do país é o Árabe, porém ainda são encontrados falantes de línguas como o Mehri e o Baluchi no interior do país.
IDH: 0,843(muito alto).

## Distribuição da população
Cerca de metade da população se concentra na capital Mascate, seus arredores e na planície costeira de Batina, noroeste da capital. Há outros locais onde a população se concentra mais densamente, como no sul do país - região costeira -, e em algumas cidades na península do Monçadão.

## Maiores cidades
A maior cidade e principal centro comercial do país é a capital Mascate.